# 普立茲非小說獎
普立茲非小說獎（Pulitzer Prize for General Nonfiction）为每年颁发的七个普立茲獎中的一项。该奖项创立于1962年，当时为了表彰一位美国作者写的无法被归入其他奖项的非小说类书籍。
从1980年开始，普立茲非小說獎增加宣布除获奖作品的另外两部入围作品。

## 获奖作品
从1962年至2013年的52年时间中，普立茲非小說獎共颁发55次，其中1969年，1973年和1986年均有两部作品获奖。 芭芭拉·塔奇曼和爱德华·威尔森共获得过两次该奖项。

### 1960年代
- 1962: 《1960年总统的产生（英语：The_Making_of_the_President_1960）》，西奥多·哈罗德·怀特
- 1963: 《八月炮火（英语：The_Guns_of_August）》，巴巴拉·塔奇曼
- 1964: 《美国生活中的反智主义（英语：Anti-intellectualism_in_American_Life）》，理查德·霍夫施塔特
- 1965: 《奇异的新世界（英语：O_Strange_New_World）》，霍华德·芒福德·琼斯（英语：Howard_Mumford_Jones）
- 1966: 《漫步冬季》，艾温·威·蒂尔（英语：Edwin_Way_Teale）
- 1967: 《西方文化中的奴隶问题》，大卫·布里昂·戴维斯（英语：David_Brion_Davis）
- 1968: 《卢梭与大革命》，《文明的故事》卷十，威尔·杜兰特和阿里尔·杜兰特
- 1969: 《人类是这样一种动物》，勒内·杜博斯
- 1969: 《夜间的军队》，諾曼·梅勒

### 1970年代
- 1970: 《甘地的真理：好战的非暴力起源》，爱利克·埃里克森
- 1971: 《日本帝国的衰亡》，约翰·托兰（英语：John_Toland_(historian)）
- 1972: 《史迪威与美国在中国的经验，1911-45》，巴巴拉·塔奇曼
- 1973: 《湖中战火：越南人和在越南的美国人》，弗朗西斯·菲茨杰拉德（英语：Frances_FitzGerald_(journalist)）
- 1973: 《危机中的儿童》，卷二和卷三，罗伯特·科尔斯（英语：Robert_Coles_(psychiatrist)）
- 1974: 《拒斥死亡》，恩斯特·贝克尔（英语：Ernest_Becker）
- 1975: 《汀克溪的朝圣者》，安妮·迪拉德
- 1976: 《Why Survive? Being Old In America》，罗伯特·尼尔·巴特勒（英语：Robert_N._Butler）
- 1977: 《Beautiful Swimmers》，威廉·华纳（英语：William_W._Warner）
- 1978: 《伊甸园的龙：人类智力演化的推测》，卡尔·萨根
- 1979: 《論人性》，艾德華·威爾森

### 1980年代
每年有两个被提名但没获奖的作品在获奖作品下面缩进表示。
- 1980: 《哥德尔、埃舍尔、巴赫：集異璧之大成》，道格拉斯·郝夫斯臺特
  - 《阁楼上的疯女人（英语：The_Madwoman_in_the_Attic）》，桑德拉·吉尔伯特（英语：Sandra_Gilbert）和苏珊·古芭（英语：Susan_Gubar）
  - 《水母与蜗牛——一个生物学观察者的手记（续）》，刘易斯·托马斯
- 1981: 《世纪末的维也纳（英语：Fin-de-siècle Vienna）》，卡尔·休斯克
  - 《中国佬》，汤婷婷
  - 《告别黑暗：太平洋战争回忆录》，威廉·曼彻斯特
  - Southerners: A Journalist's Odyssey，Marshall Frady
- 1982: 《新机器的灵魂》，特蕾西·基德尔
  - 《盆地与山脉》，约翰·麦克菲
  - 《Mrs. Harris: The Death of the Scarsdale Diet Doctor》，戴安娜·特里林（英语：Diana_Trilling）
- 1983: 《Is There No Place on Earth for Me?》，Susan Sheehan
  - 《地球的命运》，乔纳森·谢尔
  - 《恐怖分子和小说家》，黛安·约翰逊
- 1984: 《美国医学的社会转化》，保罗·斯塔尔
  - 《与敌人对话》，温斯顿·葛鲁姆和邓肯·斯潘塞
  - 《野性的正义》，苏珊·雅各贝
- 1985: 《正义的战争：二战口述史》，斯塔兹·特克尔
  - 《无尽的敌人》，乔纳瑟·奎特尼
  - 《向世界展现》，唐纳德·基恩
- 1986 （两名获奖者）: 《Common Ground: A Turbulent Decade in the Lives of Three American Families》，J. Anthony Lukas
- 《Move Your Shadow: South Africa, Black and White》，Joseph Lelyveld
  - 《心灵的习性：美国人生活中的个人主义和公共责任》，罗伯特·贝拉
- 1987: 《阿拉伯人和犹太人:受伤的精神在应许之地》，大卫·史普勒
  - 《平原高地》，约翰·麦克菲
  - Rain or Shine: A Family Memoir，Cyra McFadden
- 1988: 《原子弹秘史》，理查德·罗兹
  - 《混沌：开创新科学》，詹姆斯·格雷克
  - 《设置极限：老龄化社会的医学目标》，丹尼尔·卡拉汉
- 1989: 《 一个明亮的撒谎:约翰·保罗和美国在越南》，尼尔·希恩
  - The Last Farmer，Howard Kohn
  - 《銀河系大定位》，蒂莫西·费里斯

### 1990年代
- 1990: 《他们的孩子如何生存》， 戴尔·马哈瑞吉和麦克·威廉逊
  - 《奇妙的生命：布尔吉斯页岩中的生命故事》， 史蒂芬·杰伊·古尔德
  - A Peace to End All Peace: Creating the Modern Middle East 1914-1922， 大卫·弗罗姆金
- 1991: 《蚂蚁的社会——群体合作创造超文明（英语：The Ants）》， 伯特·霍尔多布勒和艾德華·威爾森
  - 《寻找船只》， 约翰·麦克菲
  - 《河的陷阱：乡村生活》， 威廉·德比和阿历克斯·哈里斯
- 1992: 《捕获: 对石油、金钱和权力的巨大欲望》， 丹尼尔·尤金
  - 《连锁反应：种族、权利与税收对美国政治的影响》， 托马斯·埃兹尔和玛丽·埃兹尔
  - Broken Vessels， Andre Dubus
- 1993: 《林肯在葛底斯堡》， 盖里·威尔斯
  - 《肩负义务的日子：与我的墨西哥父亲的争论》， 理查德·罗德里格斯
  - Where the Buffalo Roam， Anne Matthews
  - 《石群合唱：战争中的私生活》， 苏珊·格里芬
- 1994: 《列宁的坟墓：苏联帝国最后的日子》， 大卫·雷姆尼克
  - 《仇恨的耕耘：布尔乔亚经验：从维多利亚到弗洛伊德》， 彼得·盖伊
  - The End of the Twentieth Century: And the End of the Modern Age， John Lukacs
- 1995: 《鸟喙：加拉帕格斯群岛考察记》， 乔纳生·威诺
  - 《死亡之书》， 舍温·B·努兰
  - 《午夜善恶花园》， 约翰·伯兰特
- 1996: 《鬼怪之地：面对共产主义之后的欧洲幽灵》， 蒂娜·罗森贝格
  - 《Mr. Wilson's Cabinet of Wonder》， 劳伦斯·韦施勒
  - 达尔文的危险想法， 丹尼爾·丹尼特
- 1997: 《烟草的命运》， 理查德·克鲁格
  - 《名声与愚蠢》， 辛西娅·奥芝克
  - 《遗产》， 塞缪尔·弗里德曼
- 1998: 《槍炮、病菌與鋼鐵》， 賈德·戴蒙
  - 《心智探奇》， 斯蒂芬·平克
  - 《进入空气稀薄地带》， 強·克拉庫爾
- 1999: 《前世年鉴》， 约翰·麦克菲
  - 《教養的迷思：父母的教养能不能决定孩子的人格发展？（英语：The Nurture Assumption）》， 朱迪斯·里奇·哈里斯
  - 《美国的罪与罚》， 艾略特·科里

### 2000年代
- 2000: 《拥抱战败：二次大战后的日本人》， 约翰·W·道尔
  - 《宇宙的琴弦》， 布莱恩·葛林
  - 《以风为生》， 斯科特·威登绍尔（英语：Scott_Weidensaul）
- 2001: 《裕仁与现代日本的塑造》， 赫伯特·比可斯（英语：Herbert_P._Bix）
  - 《怪才的荒诞与忧伤》， 戴夫·艾格斯（英语：Dave_Eggers）
  - 《Newjack: Guarding Sing Sing》， 泰德·康诺弗（英语：Ted_Conover）
- 2002: 《带我回家:伯明翰阿拉巴马州:战斗的高潮民权革命》， 黛安娜·麦克沃特（英语：Diane_McWhorter）
  - 《忧郁：走出忧郁》， 安德鲁·所罗门（英语：Andrew_Solomon）
  - 《和平年代的战争》， 大衛·哈伯斯坦
- 2003: 《地狱之难》， 萨曼莎·鲍尔
  - The Anthropology of Turquoise: Meditations on Landscape, Art, and Spirit， 艾伦·梅洛伊（英语：Ellen_Meloy）
  - 《白板：科学常识所揭示的人性奥秘》， 斯蒂芬·平克
- 2004: 《古拉格：一部历史》，安妮·阿普尔鲍姆
  - 《美国军队的使命：发动战争以保卫和平》， 达娜·普里斯特（英语：Dana_Priest）
  - 《伦勃朗的犹太人》， 史蒂芬·纳德勒（英语：Steven_Nadler）
- 2005: 《幽灵战争——自苏联入侵至“911”期间中情局与阿富汗及本·拉登之秘史》， 斯蒂夫·科尔
  - 《恶魔公路》， 路易·艾伯托·伍瑞阿
  - 《最大城市：孟买失物招领》， 苏克图·梅赫塔
- 2006: 《Imperial Reckoning: The Untold Story of Britain's Gulag in Kenya》， Caroline Elkins
  - 暗杀者之门：美国在伊拉克， 乔治·帕彻斯
  - 《战后欧洲史》， 托尼·朱特
- 2007: 《巨塔杀机：基地组织与911之路》， 勞倫斯·萊特
  - Crazy: A Father's Search Through America's Mental Health Madness， Pete Earley
  - 《惨败：美国军队在伊拉克的冒险》， 汤玛斯·瑞克斯
- 2008: 《灭绝的年代: 纳粹德国和犹太人,1939-1945》， 索尔·弗里德兰德尔
  - 《香烟的世纪》， 阿兰·布兰特 
  - 《其余不过是喧嚣——倾听20世纪》， 亚历克斯·罗斯
- 2009: 《奴隶制的另一个名称:美国黑人从内战到二战的二次奴役》， 道格拉斯·布莱克曼
  - 《痛苦的自由之路：欧洲解放的新历史》， 威廉·希区柯克
  - 《甘地和丘吉尔：一个帝国的毁灭和伪造我们的时代的史诗抗争》， 亚瑟·赫尔曼

### 2010年代
- 2010: 《死亡之手：冷战军备竞赛不为人知的故事及其危险遗产》， 大卫·E·霍夫曼（英语：David_E._Hoffman）
  - 《神的演化》， 罗伯特·赖特
  - 《市场如何失灵：经济灾难的逻辑》， 约翰·卡西迪
- 2011: 《众病之王：癌症传》，辛達塔·穆克吉
  - 《浅薄：互联网如何毒化了我们的大脑》， 尼古拉斯·卡尔
  - 《夏月帝国：夸纳·帕克与卡曼契兴衰——美国史上最强大的印第安部落》， S·C·格文尼（英语：S._C._Gwynne）
- 2012: 《扭转：世界如何走向现代》， 史蒂芬·格林布萊特
  - 《愛的百種名字: 一趟關於婚姻與療癒的愛之旅》， 黛安·艾克曼
  - 《非自然选择:重男轻女》， 马拉·威斯坦达（英语：Mara_Hvistendahl）
- 2013: 《树丛中的恶魔：瑟古德·马歇尔，格罗夫兰男孩以及新美利坚的曙光》， 吉尔伯特·金（英语：Gilbert_King_(author)）
  - 《在永恒的美丽背后：孟买幽暗城中的生命、死亡和希望》， 凯瑟琳·布（英语：Katherine_Boo）
  - 《森林祕境：生物學家的自然觀察年誌》， 大卫·乔治·哈斯克（英语：David_G._Haskell）
- 2014: 《汤姆斯河：科学与救赎的故事（英语：Toms_River_(book)）》， 丹·费金（英语：Dan Fagin）
  - 《血腥电报：尼克松，基辛格和被遗忘的种族灭绝》， 盖瑞·贝斯
  - 《叛乱者：大卫·佩崔斯与改变美国战争模式的计划》， 弗莱德·卡普兰（英语：Fred_Kaplan_(journalist)）
- 2015: 《第六次灭绝：非同寻常的历史》（The Sixth Extinction: An Unnatural History），伊丽莎白·克尔伯特（英语：Elizabeth_Kolbert）
  - 《野心時代：在新中國追求財富、真相和信仰》(Age of Ambition: Chasing Fortune, Truth, and Faith in the New China)，欧逸文（英语：Evan_Osnos）
  - No Good Men Among the Living，阿南德·戈帕尔（英语：Anand_Gopal）
- 2016: 《黑色旗帜：IS的崛起》（Black Flags: The Rise of ISIS），乔比·沃里克（英语：Joby_Warrick）
  - 《在世界与我之间》Between the World and Me，塔-奈西希·科特斯（英语：Ta-Nehisi_Coates）
  - 《古蘭似海：用生活見證伊斯蘭聖典的真諦》(If the Oceans Were Ink: An Unlikely Friendship and a Journey to the Heart of the Quran)，卡拉·鮑爾
- 2017: 《扫地出门：美国城市的贫穷与暴利》（Evicted: Poverty and Profit in the American City），马修·德斯蒙德
  - 《不同的音调：自闭症的故事》（In a Different Key: The Story of Autism）， 约翰·唐万（英语：John_Donvan）、Caren Zucker
  - The Politics of Mourning: Death and Honor in Arlington National Cemetery，Micki McElya
- 2018: 《把我们自己关起来——美国黑人的罪与罚》（Locking Up Our Own: Crime and Punishment in Black America），小詹姆斯·福尔曼（英语：James_Forman_Jr.）
  - Notes on a Foreign Country: An American Abroad in a Post-America World，Suzy Hansen
  - 《美的进化 : 被遗忘的达尔文配偶选择理论，如何塑造了动物世界以及我们》（The Evolution of Beauty: How Darwin’s Forgotten Theory of Mate Choice Shapes the Animal World—and Us），理查德·普鲁姆
- 2019:  《压裂的底层》（Amity and Prosperity: One Family and the Fracturing of America），伊丽莎·格里斯沃尔德（英语：Eliza Griswold）
  - In a Day's Work: The Fight to End Sexual Violence Against America's Most Vulnerable Workers，伯尼斯·楊（英语：Bernice_Yeung）
  - Rising: Dispatches from the New American Shore，Elizabeth Rush

### 2020年代
- 2020: （两名获奖者）:	The End of the Myth: From the Frontier to the Border Wall in the Mind of America， 格雷格·格兰丁（英语：Greg_Grandin）
- The Undying: Pain, Vulnerability, Mortality, Medicine, Art, Time, Dreams, Data, Exhaustion, Cancer, and Care, 安妮·博耶（英语：Anne_Boyer）
  - Elderhood: Redefining Aging, Transforming Medicine, Reimagining Life， 路易丝·阿朗森（英语：Louise_Aronson）
  - Solitary， Albert Woodfox with Leslie George
- 2021: Wilmington’s Lie: The Murderous Coup of 1898 and the Rise of White Supremacy，大衛·祖奇諾（英语：David_Zucchino）
  - Minor Feelings: An Asian American Reckoning， 凯西·帕克·洪（英语：Cathy_Park_Hong）
  - Yellow Bird: Oil, Murder, and a Woman's Search for Justice in Indian Country， 席拉·克蘭·默多赫

## 多次获奖名单
有两位作者分别获得两次普立茲奖。
- 芭芭拉·塔奇曼, 1963年的八月炮火 and 1972年的史迪威与美国在中国的经验，1911-45
- 爱德华·威尔森, 1979年的论人性和1991年与伯特·霍德伯格合作写的蚂蚁。